# 羅漢站
羅漢站（日语：／ Rakan eki */?）是位於德島縣板野郡板野町羅漢，日本國有鐵道（國鐵）鍛冶屋原線的鐵路車站（廢站）。

## 歷史
- 1923年2月15日：阿波電氣軌道（日语：阿波電気軌道）（後來名為阿波鐵道）池谷至鍛冶屋原之間開通，此站啟用[1]。
- 1933年7月1日：阿波鐵道被國有化，成為國鐵阿波線車站[2]。
- 1943年11月1日：由於路軌鋼材被徵用，此站暫停營業[3]。
- 1947年7月15日：此站重開[4]。
- 1972年1月16日：鍛冶屋原線廢線，此站同日廢除[5]。

## 車站構造
此站是地面車站，設有1面1線的單式月台。月台鄰接木製站舍。

## 車站周邊
- 德島縣道12號鳴門池田線（日语：徳島県道12号鳴門池田線）
- 德島縣道·香川縣道34號石井引田線（日语：徳島県道・香川県道34号石井引田線）
- 羅漢郵局
- 板野町羅漢老人休憩之家
- 板野西部消防組合（日语：板野西部消防組合）消防署
- 德島巴士（日语：徳島バス）「羅漢」巴士站
- 羅漢的士

## 現況
車站遺址變為巴士站，站舍遺址變為板野町羅漢老人休憩之家。由於路線已經廢除超過40年，周邊的環境已經有重大變化。在1998年（平成10年）3月1日，板野町於休憩之家內建立了「國鐵羅漢站跡」之碑。

## 相鄰車站
日本國有鐵道
鍛冶屋原線
犬伏－羅漢－神宅

## 注腳
1. ↑  『地方鉄道運輸開始 官報第3165号（1923年2月20日）』 - 國立國會圖書館デジタルコレクション
2. ↑  日本《官報》第1944號「鐵道省告示第271號」，1933年6月26日：第747頁。
3. ↑  『鉄道省告示第299号 官報第5021号（1943年10月6日）』 - 國立國會圖書館デジタルコレクション
4. ↑  『運輸省告示第198号 官報第6148号（1947年7月14日）』 - 國立國會圖書館デジタルコレクション
5. ↑  石野哲（編）. . JTB. 1998: 651. ISBN 978-4-533-02980-6 （日语）.

## 相關項目
- 日本鐵路車站列表 Ra